# Klemens III
Klemens III (łac. Clemens III, właśc. Paolo Scolari; ur. w Rzymie, zm. ok. 20 marca 1191 tamże) – papież w okresie od 19 grudnia 1187 do 20 marca 1191.

## Życiorys
Był rzymianinem z bogatej, ale niearystokratycznej rodziny. 3 marca 1176 jest poświadczony jako subdiakon Świętego Kościoła Rzymskiego oraz archiprezbiter Bazyliki Matki Bożej Większej. We wrześniu 1179 papież Aleksander III mianował go kardynałem-diakonem św. Sergiusza i Bakchusa, następnie kardynałem prezbiterem bazyliki św. Pudencjany, a w grudniu 1180 promował go do rangi kardynała-biskupa Palestriny. Podpisywał bulle papieskie między 17 października 1179 a 11 grudnia 1187.
W trakcie papieskiej elekcji w październiku 1187 Paolo Scolari był poważnym kandydatem na papieża, jednak nie wybrano go ze względu na zły stan zdrowia. Obrany wówczas papież Grzegorz VIII zmarł jednak po zaledwie dwóch miesiącach pontyfikatu, i w wyniku kolejnej elekcji papieżem został właśnie Paolo Scolari, który przybrał imię Klemens III. Początkowo wybrany na papieża został Teobald z Ostii, lecz odmówił przyjęcia godności.
Wybór Paolo Scolariego wynikał prawdopodobnie z chęci powrotu kurii papieskiej do Rzymu, po, trwającym od 1184 roku, wygnaniu. Liczono, że pochodzący z rzymskiej rodziny papież lepiej niż jego poprzednicy, ułoży sobie stosunki z władzami miejskimi Wiecznego Miasta. Nadzieje te ziściły się bardzo szybko, gdyż już w lutym 1188 Klemens III powrócił wraz z kurią do miasta i bez większych przeszkód osiadł na Lateranie. 31 maja tego samego roku senatorowie rzymscy podporządkowali się papieżowi, w zamian za doroczne płatności. Wkrótce potem Państwo Kościelne zostało uwolnione spod okupacji Henryka VI, dzięki rozwiązaniu konfliktu dotyczącego obsady arcybiskupstwa w Trewirze – papież odwołał obu rywalizujących kandydatów i wspólnie z cesarzem zgodził się na przeprowadzenie nowej elekcji. Papież wyraził także zgodę na koronację Henryka na cesarza.
Jednym z głównych zadań absorbujących papieża były przygotowania do III krucjaty, którą ogłosił jego poprzednik Grzegorz VIII. W tym celu, Klemens rozesłał po Europie legatów wzywających możnych do wzięcia krzyża i starających się – z różnym skutkiem – zaprowadzić pokój między chrześcijańskimi władcami, aby umożliwić im udział w krucjacie.
W 1189 Klemens III poparł Tankreda z Lecce (wnuka Rogera II) przeciwko Henrykowi VI Hohenstaufowi w walce o sukcesję sycylijską. Krok ten podyktowany był obawą przed zjednoczeniem królestwa Sycylii z Cesarstwem Niemieckim i zburzeniem równowagi sił w Italii, gwarantującej dotąd niezawisłość Stolicy Apostolskiej. Zrodziło to kolejne napięcia w stosunkach cesarstwa z papiestwem, które jednak w pełni ujawniły się dopiero za następnych pontyfikatów.
W ciągu swego pontyfikatu Klemens III mianował co najmniej 24 nowych kardynałów, z czego co najmniej 17 pochodziło z Rzymu lub okolic, w tym wielu z arystokratycznych rodzin. Doprowadziło to do zmiany struktury Świętego Kolegium, które na wiele lat zostało zdominowane przez rzymian. Krok ten prawdopodobnie miał służyć ściślejszemu związaniu wpływowych rodzin rzymskich z kurią i papiestwem. Klemens III był też jednym z pierwszych papieży praktykujących nepotyzm. Prawdopodobnie to on wprowadził do liturgii zwyczaj podnoszenia hostii i kielicha podczas podniesienia.
Klemens III, niecieszący się nigdy dobrym zdrowiem, zmarł w Pałacu Laterańskim prawdopodobnie 20 marca 1191, po niewiele ponad trzyletnim pontyfikacie.